# Iulie 2008
Acest articol este generat integral pe baza informațiilor din articolul 2008 și este actualizat periodic de un robot.
 Editările făcute în articol vor fi șterse la următoarea actualizare! Dacă doriți să faceți modificări, editați articolul-sursă.

ianuarie -
februarie -
martie -
aprilie -
mai -
iunie -
iulie -
august -
septembrie -
octombrie -
noiembrie -
decembrie
Iulie 2008 a fost a șaptea lună a anului și a început într-o zi de marți.

## Evenimente
- 1 iulie: Franța preia de la Slovenia președinția Consiliului European.
- 5-27 iulie: A 95-a ediție a Turului Franței.
- 19 iulie: Primele alegeri prezidențiale din istoria Nepalului câștigate de Ram Baran Yadav.
- 22 iulie: Este arestat Radovan Karadžić, acuzat de TPI de crime de război, în special de organizarea masacrării musulmanilor la Srebrenica.
- 30 iulie - 5 august: Cea de-a XXII-a ediție a Congresului Mondial de Filosofie are loc la Seul, Coreea de Sud.

## Decese
- 1 iulie: Claudia Kuzmina, 85 ani, profesor rus (n. 1923)
- 1 iulie: Dejan Medaković, 85 ani, istoric sârb (n. 1922)
- 4 iulie: Liviu Olah, 74 ani, pastor baptist român (n. 1934)
- 4 iulie: Janwillem van de Wetering, 77 ani, scriitor neerlandez (n. 1931)
- 6 iulie: Laurențiu Moldovan, 75 ani, pilot român (n. 1933)
- 7 iulie: Ada Brumaru, 78 ani, muzicologă română și critic muzical (n. 1930)
- 7 iulie: Vasile Vasilache, 82 ani, eseist, jurnalist, nuvelist, pedagog, romancier, scenarist de film și scriitor din R. Moldova (n. 1926)
- 8 iulie: Adrian Cristescu, 68 ani, medic neurochirurg român (n. 1940)
- 10 iulie: Vasile Turliuc, 77 ani, economist român (n. 1931)
- 11 iulie: Michael E. DeBakey (n. Michel Dabaghi), 99 ani, medic american de etnie libaneză (n. 1908)
- 11 iulie: Michael Ellis  DeBakey, chirurg cardiac american (n. 1908)
- 11 iulie: Michael Ellis DeBakey, chirurg cardiac american (n. 1908)
- 13 iulie: Bronisław Geremek, 76 ani, politician polonez (n. 1932)
- 17 iulie: Lila T. Abaunza, 79 ani, Prima Doamnă a statului Nicaragua (n. 1929)
- 22 iulie: Estelle Getty, 84 ani, actriță americană (n.1923)
- 22 iulie: Dan Slușanschi, 64 ani, profesor român (n. 1943)
- 26 iulie: Petre Ninosu, 63 ani, jurist și senator român (n. 1944)
- 27 iulie: Russell Johnston, 75 ani, politician britanic (n. 1932)
- 28 iulie: Mircea Luca, 86 ani, fotbalist și antrenor român (n. 1921)
- 29 iulie: Mate Parlov, 59 ani, pugilist iugoslav de etnie croată (n. 1948)